# Louis-Antoine Bacari
Louis-Antoine Bacari, ou Baccarit, né à Paris en 1755 et mort à Mitry le 3 mars 1795, est un sculpteur français, lauréat du prix de Rome en 1778 et 1780.

## Biographie
Louis-Antoine Bacari est né à Paris en 1755, fils de Claude Bacari, architecte du roi Louis XV.
À l’Académie royale de peinture et de sculpture, il est élève de Félix Lecomte, de Louis-Claude Vassé et d’Augustin Pajou.
En 1778, il partage avec Louis Pierre Deseine le second prix de Rome de sculpture et se voit couronné, deux ans après, par le premier grand prix, à nouveau ex aequo avec Deseine.
Il est pensionnaire de la villa Médicis de novembre 1780 au 28 mai 1785.
Après son retour à Paris, il se présente en 1788, sans succès, à l'Académie royale de peinture et de sculpture.

## Œuvres
- Le Temps et la Liberté érigeant une statue à Jean-Jacques Rousseau, projet en cire présenté au Salon de 1793.
- La Physique et Le Génie des Sciences, deux statues commandées par Quatremère de Quincy dans le cadre de la transformation de l’église Sainte-Geneviève de Paris en Panthéon des grands hommes, œuvres disparues.